# Hartberg (bei Mönichkirchen)
Der Hartberg ist eine 918 m ü. A. hohe Erhebung im südöstlichen Wechselgebiet an der niederösterreichisch-steirischen Grenze.

## Lage und Landschaft
Der Berg erhebt sich wenig prägnant südöstlich des Wechsel im Hauptgrat des Günser Sporns, dem Südzug des Nordostsporns der Zentralalpen zwischen Wiener und Steirischem Becken. Die Alpen beginnen hier in kuppiges Bergland auszulaufen. Er liegt 3 Kilometer östlich von Mönichkirchen, zwischen der Wechselstraße (B54) direkt im niederösterreichischen Mönichkirchen (Wechselpass 980 m ü. A.), und der Südautobahn (A2), die über Schäffern und Guggendorf führt. Nördlich liegt Luef am Hartberg, direkt östlich des Gipfels liegt die steirische Ortslage Hartberg und anschließend Knolln mit der Passhöhe der A2 (714 m ü. A.).
Nördlich rinnt unterhalb von Ausschlag der Kohlgrabenbach über den Pestingbach zur Pitten (Leithagebiet), südwestlich der Spitalbach bei Tauchen zum Tauchenbach, und südöstlich der Schäffernbach, letztere beide zur Pinka (Raabgebiet).

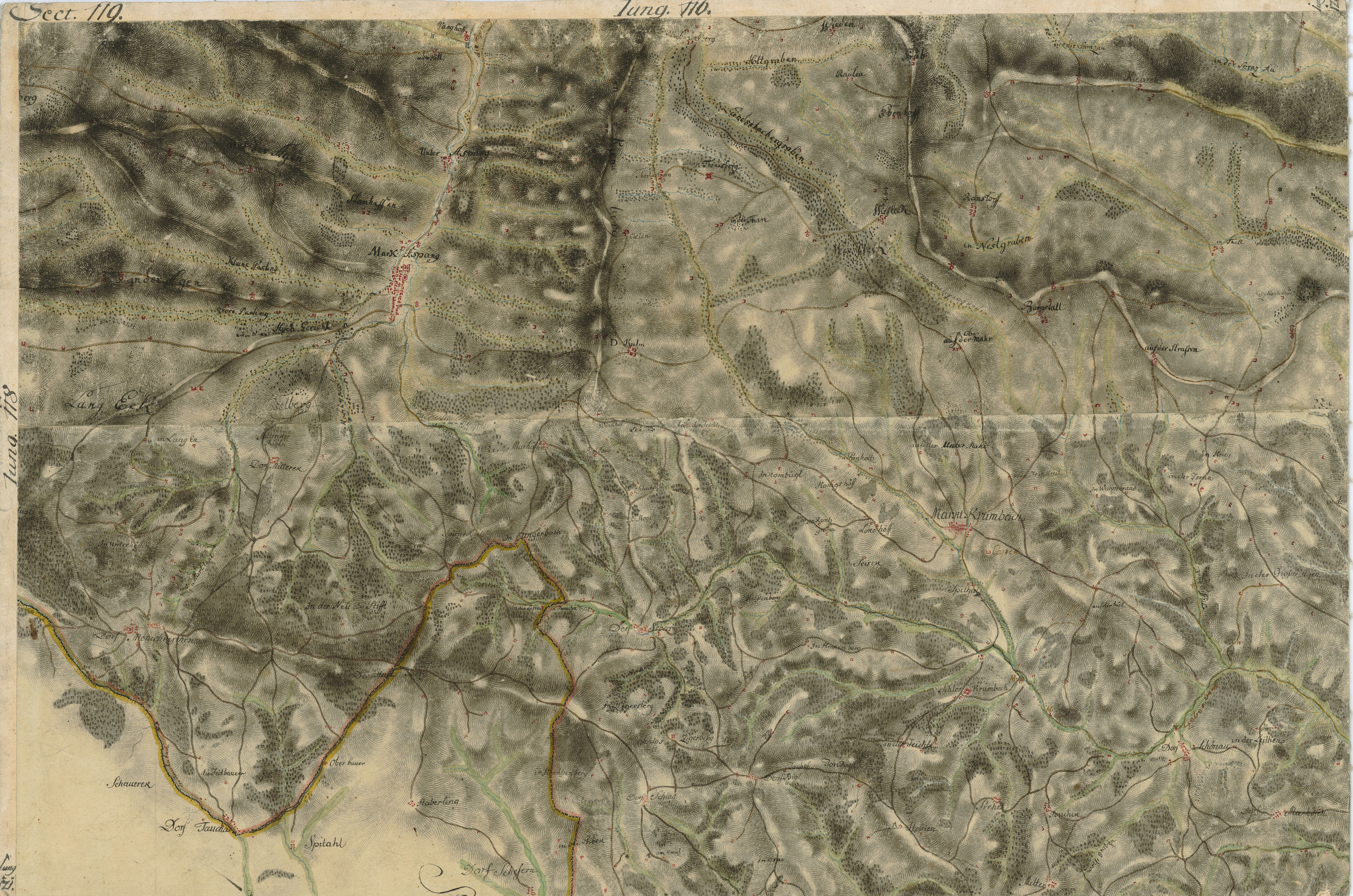
Die Straßen aus dem Pittental nach Süden (Josephinische Landesaufnahme, um 1780)

Der Berg wird teils direkt zum Wechselgebiet gerechnet, teils aber schon zur Buckligen Welt, die genauen Abgrenzungen hier im Raum sind je nach Autor und Betrachtungsweise sehr unterschiedlich. Er kann auch zum Bernsteiner Gebirge, dem Südabschluss der Buckligen Welt, gezählt werden, und ist dann dessen höchster Gipfel (sonst wird allgemein der Hutwisch bei Hochneukirchen mit 896 m ü. A. genannt).

## Geschichte und Erschließung
Der Name des Bergs steht zu Hard/t ‚Bergwald‘. Der Flurname zieht sich am Nordrücken noch bis vor Aspang-Markt.
Die Altstraße, vielleicht auch die Römerstraße, verlief vermutlich nicht über den eigentlichen Wechselpass, sondern über den Hartberg. Der kleine Ort Spital (Hospitium, ‚Herberge‘) südlich verweist relativ sicher auf einen alten Passübergang. Ob der eigentliche Hartbergpass in der Einsattelung westlich des Hartberggipfels (Kote 851 m ü. A.) zu sehen wäre, oder östlich in Richtung Guggendorf, ist unklar. Die Angabe der Römerstraße am Irrbühel südlich des Hallerhauses ist wohl irrtümlich.
1907 bis 1910 wurde der knapp 2,5 Kilometer lange Große Hartbergtunnel der Wechselbahn erbaut. Er passiert geradlinig zwischen den beiden Portalen an Kohlgraben- und Spitalbach etwas westlich des Gipfels.